# 石橋菜津美
石橋 菜津美（いしばし なつみ、1992年6月25日 - ）は、日本の女優。
東京都出身。TOM company所属。

## 来歴
ダンスを習っていて踊ること、人前に出ることが好きだったことから、女優や歌手に憧れて小学5年生からオーディションへの応募を始める。書類選考での落選が続いた後、2008年に応募したテレビ東京のオーディション番組『イツザイ』の「auケータイドラマ 歌えて演技もできる女の子オーディション」にて応募者181名の中から審査員の満場一致で選出され、同年9月より配信の映画『天国はまだ遠く』のスピンオフドラマ『わたしが死んでも世界は動く』に主演。これが芸能界デビューとなる。配信では20万ダウンロード（2008年9月11日 - 2008年10月30日）を突破し、話題となる。映画『天国はまだ遠く』のイメージソング「air bird」で歌手デビューも果たす。
2009年1月、『メイちゃんの執事』に風間藍役で出演。地上波連続ドラマ初出演作となる。
2009年5月、2夜連続スペシャルドラマ『ケータイ恋愛小説 君のせい』のヒロインに抜擢。
2009年11月、東京タワー「冬の特等席へ、ようこそ」篇でCMに初出演。
2010年1月、『パリジャン!』で舞台初出演。
2018年に吉岡里帆と共演した資生堂エリクシール ルフレのCMで注目を集め
、翌2019年には『ゾンビが来たから人生見つめ直した件』（NHK総合）、『夫のちんぽが入らない』（FOD/Netflix）で主演を務める。
2021年2月19日、前年に出産しシングルマザーになったことを公表した。

## 人物
- 趣味・特技はダンス、水泳。
- ひとりっ子[1]。
- オーディションには、小学校5年生頃から応募し続けていたという。

## 出演

### 映画
- ランウェイ☆ビート（2011年）
- 仮面ライダーフォーゼ  THE MOVIE みんなで宇宙キターッ!（2012年） - 山本麻里 役（友情出演）
- 図書館戦争-THE LAST MISSION-（2015年）
- 牙狼〈GARO〉-GOLD STORM- 翔（2015年） - ケバブ屋の客（カメオ出演）
- 少女（2016年）
- 三つの光（2017年）
- 8年越しの花嫁 奇跡の実話（2017年）
- 牙狼〈GARO〉-月虹ノ旅人-（2019年） - ヒロイン・マユリ 役
- 劇場版 架空OL日記（2020年2月28日、住田崇監督） - クミ 役
- 水曜日が消えた（2020年6月19日、吉野耕平監督） - ヒロイン・一ノ瀬 役[11]
- 朝が来る（2020年10月23日、河瀨直美監督）

### テレビドラマ
- メイちゃんの執事（2009年1月13日 - 3月17日、フジテレビ） - 風間藍 役
- イツザイ（2009年2月28日 - 4月18日、テレビ東京） - 番組内の「学校の怖い話」出演
- ケータイ恋愛小説 君のせい（2009年5月4日 - 5日、TBS） - 主演・三上柚梨奈 役[6][7]
- メイド刑事 第4話（2009年7月24日、テレビ朝日） - 鈴花 役
- 小公女セイラ（2009年10月17日 - 12月19日、TBS） - 小柳あゆみ 役
- 土曜ワイド劇場「100の資格を持つ女4 特命潜入!ウエディングプランナー連続殺人事件!!」（2010年8月28日、朝日放送） - 根本めぐみ 役
- Q10（2010年10月16日 - 12月11日、日本テレビ） - 福島早苗 役
- 大切なことはすべて君が教えてくれた（2011年1月17日 - 3月28日、フジテレビ） - 川本万里 役
- 仮面ライダーフォーゼ（2011年12月4日、テレビ朝日） - 山本麻里 役
- D×TOWN 第五弾 心の音（2012年8月10日 - 31日、テレビ東京） - めぐみ 役
- 空飛ぶ広報室（2013年5月5日、TBS） - 岩崎千鶴 役
- 牙狼-GARO- -魔戒ノ花-（2014年4月4日 - 9月26日、テレビ東京） - ヒロイン・マユリ 役
- マッサージ探偵ジョー 第2・11話（2017年4月15日・6月18日、テレビ東京） - 玉子 役
- トットちゃん!（2017年10月2日 - 12月22日、テレビ朝日） ‐ 渋井まち 役
- tourist ツーリスト 第2話 台北篇（2018年10月2日、テレビ東京） - 藤本かほ 役[12]
- 昭和元禄落語心中 第2話（2018年10月19日、NHK総合） - お千代 役
- ゾンビが来たから人生見つめ直した件（2019年1月19日 - 3月9日、NHK総合） - 主演・小池みずほ 役[8]
- ボイス 110緊急指令室（2019年7月13日 - 9月21日、日本テレビ） - 森下栞 役
- 令和元年版 怪談牡丹燈籠（2019年10月6日 - 27日、NHK BSプレミアム） - お徳 役
- 一億円のさようなら 第5話（2020年10月25日、NHK BSプレミアム/BS4K） - 表莉緒 役[13]
- 大豆田とわ子と三人の元夫（2021年4月13日 - 5月18日・6月15日、関西テレビ・フジテレビ） - 小谷翼 役[14]
- 椅子 第5話「まぼろしの」第6話「雨が降っている」（2022年6月24日・7月1日、WOWOW）- 主演・加奈 役（第5話）泉役（第6話）[15][16]
- ワンナイト・モーニング 第7話「月見そば」（2022年9月16日、WOWOW）- 主演・三津目詩織 役（水間ロンとダブル主演）[17]
- 高速を降りたら（2024年3月19日、NHK総合・NHK BSプレミアム4K） - 円 役[18]
- 連続テレビ小説 虎に翼（2024年9月10日 - 25日、NHK） - 斧ヶ岳美位子 役[19]

### 配信ドラマ
- わたしが死んでも世界は動く（2008年9月 - 10月、auケータイドラマ） - 主演・安藤サヤカ 役
- 夫のちんぽが入らない（2019年3月20日配信開始、FOD/Netflix、タナダユキ監督） - 主演・渡辺（山本）久美子 役[9]
- 30までにとうるさくて（2022年1月13日 - 3月3日、ABEMA） - 佐倉詩 役[20]

### ラジオドラマ
- 青春アドベンチャー「ヤッさん」（2010年5月3日 - 14日、NHK-FM） - ヒロイン・ミサキ 役

### 舞台
- パリジャン!（2010年1月27日 - 2月7日）-  ヒロイン・藤倉悠 役
- 柿喰う客　女体シェイクスピア003『発情ジュリアス・シーザー』（2013年2月～4月） - 護民官マララス / メテラス / 三頭政治レピダス 役
- ハイバイ『霊感少女ヒドミ』（2014年10月～11月） - ヒドミ 役

### CM
- 東京タワー（日本電波塔株式会社）（2009年11月）
- RICOH THETA
- 資生堂　エリクシールルフレおしろいミルク（2018年）
- 小岩井乳業　生乳100%ヨーグルト（2018年）
- 花王　バスマジックリン SUPER CLEAN「スーパークリーン新発売」篇（2018年）
- 山下達郎『SOFTLY』Trailer 第2弾（2022年5月27日） - 女性客 役[21][22]

### バラエティ
- イツザイ「歌えて演技も出来る女の子オーディション」、「イツザイ祭'08」（2008年12月27日、テレビ東京）他
- 風の街のアリス（2009年9月23日 関西テレビ）

### ミュージック・ビデオ
- メレンゲ『スターフルーツ』（2008年12月） - 主演
- 鶴『桜』（2009年2月） - 主演

## 作品

### CD
- 「air bird」（清塚信也『清塚信也 plays 天国はまだ遠く [composed by 渡辺俊幸]』〈2008年10月29日、ワーナーミュージック・ジャパン〉ボーナストラックに収録）[2]